# 水湳洞

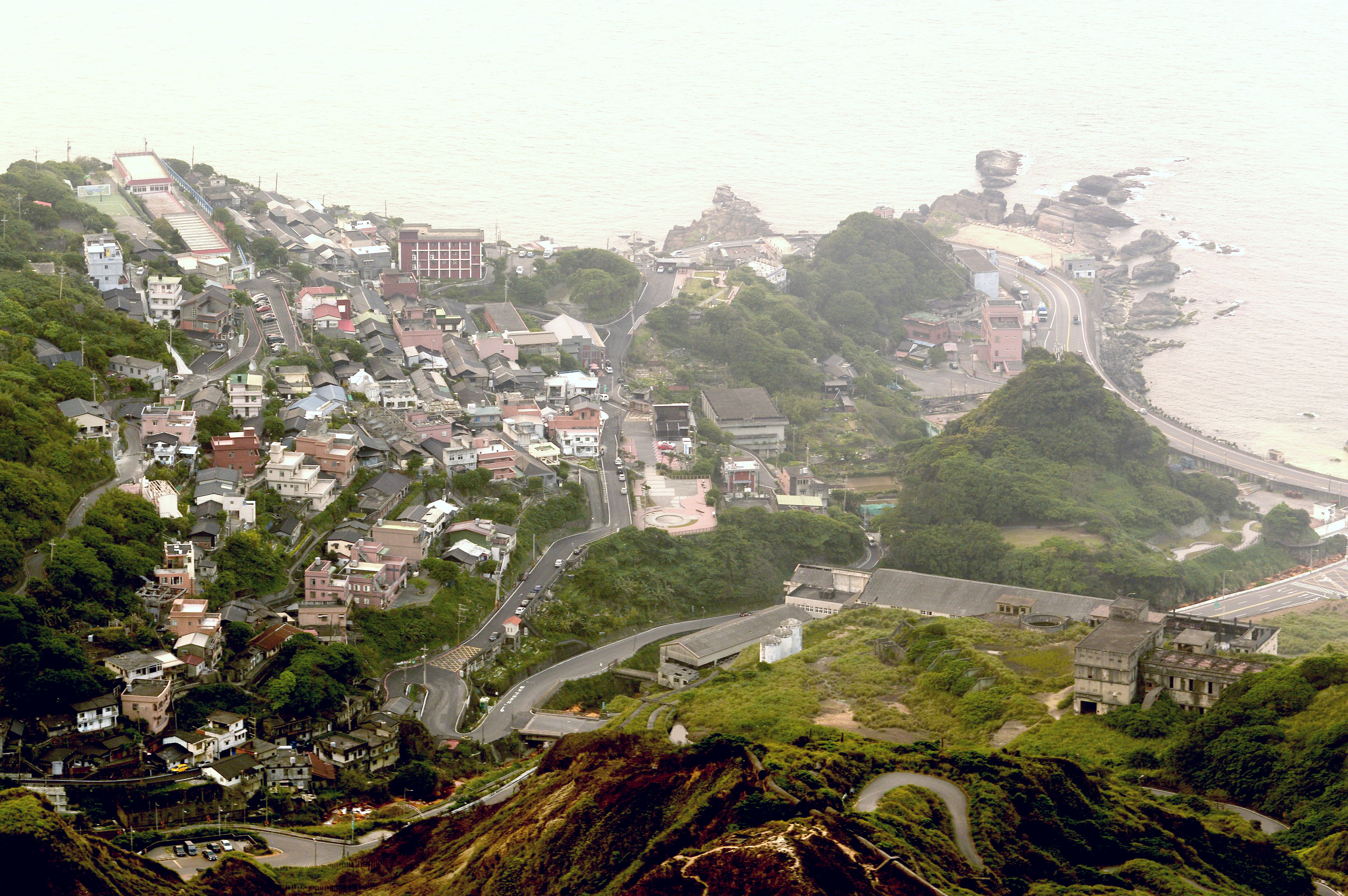
瑞芳水湳洞聚落

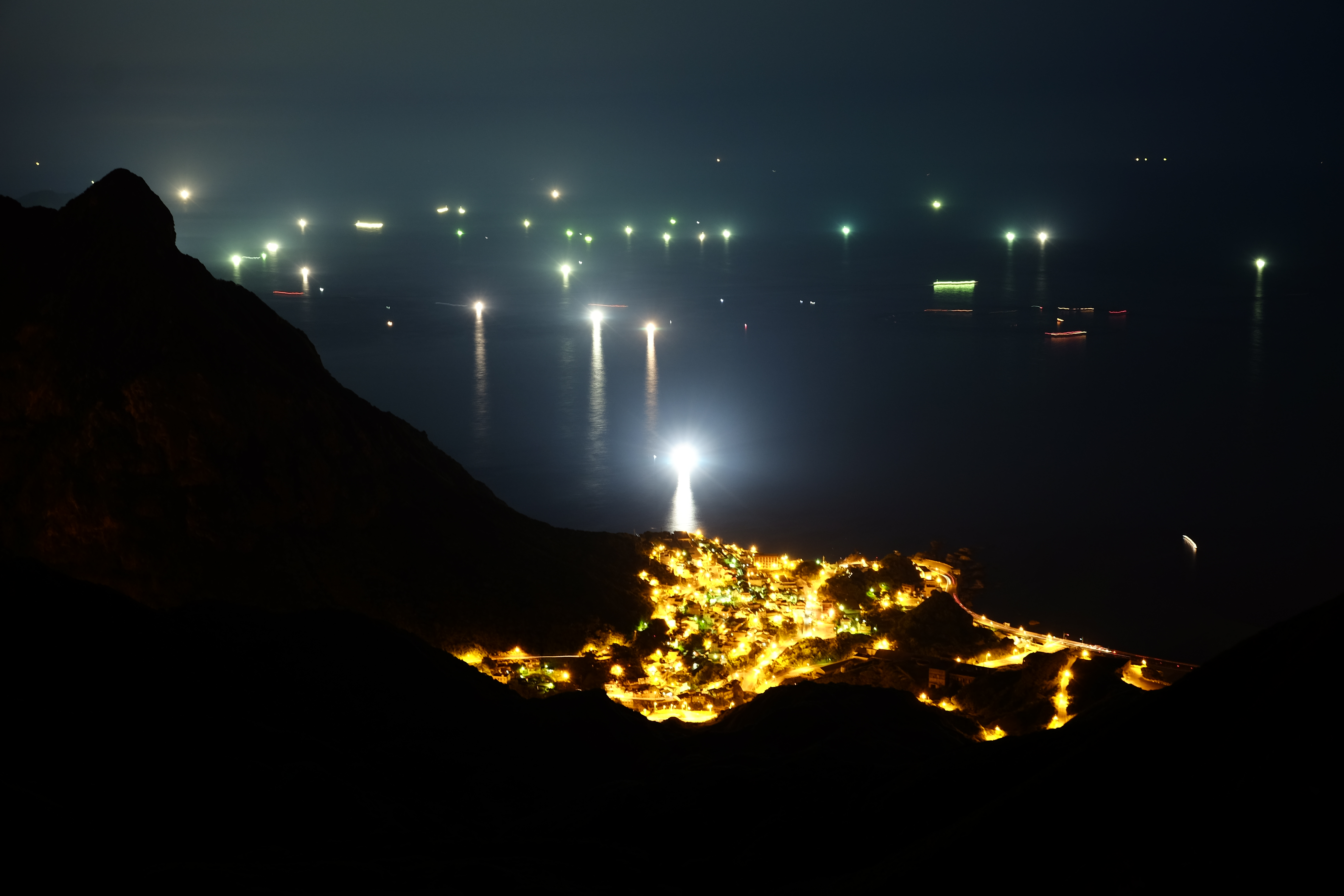
瑞芳水湳洞夜景

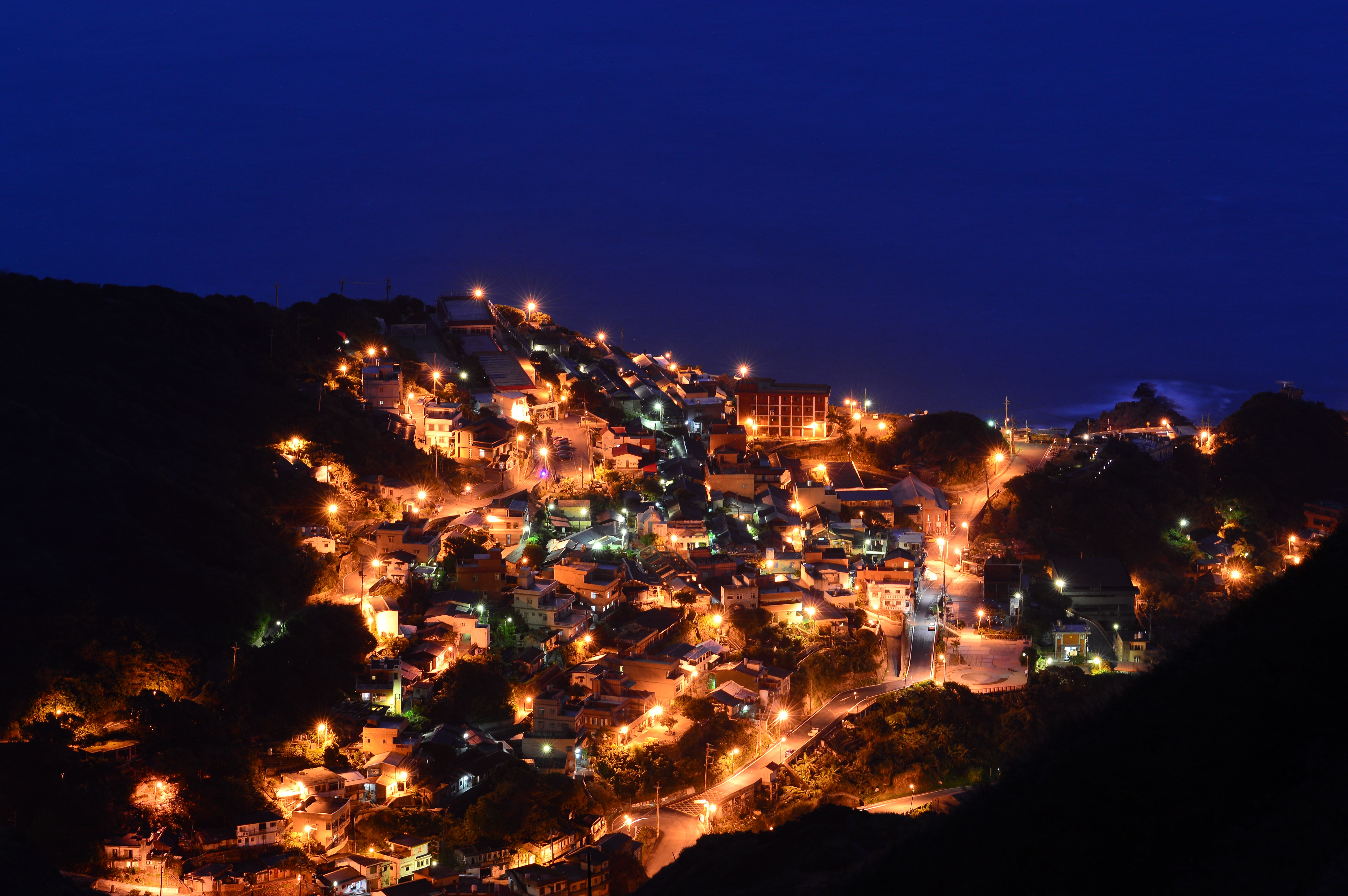
瑞芳水湳洞夜景

25°07′21″N 121°51′40″E / 25.122477°N 121.861187°E

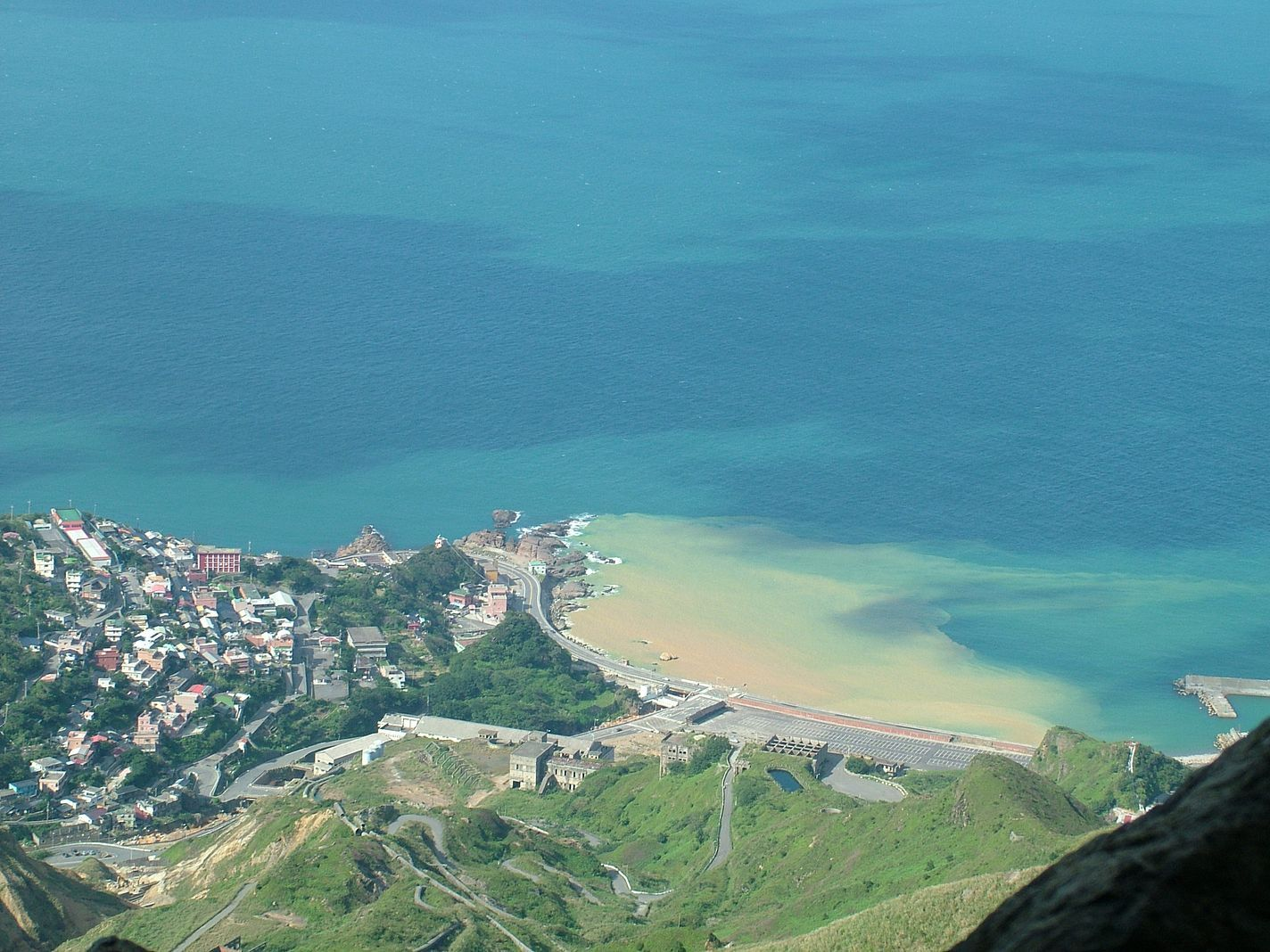
新北市瑞芳區濂洞里與陰陽海

水湳洞，是一個位於新北市金瓜石北方的區域。清治末年至日治前期該地區名為水南洞庄，日治後期為水南洞大字，第二次世界大戰結束後分為濂洞里與長仁里，改水南洞為水湳洞。 1969年濂洞里行政區域縮小，一部分濂洞里與長仁里合併成濂新里。

## 地理位置
水湳洞約在九份溪出海口兩岸，日治初期十三層選礦場設置後，才陸續有居民遷入，約為現今濂新里和濂洞里的範圍。水湳洞地名來自選礦場廣場巨岩旁之海蝕洞，洞旁溪流自山上流出，造成早期於洞旁形成「湳仔地」，故被稱為水湳洞。
水湳洞臨近大海，為東北角的河谷地形，每年東北季風直接灌入，風雨綿延十分強勁。

## 歷史發展
水湳洞在清末屬水南洞庄，日治時期屬瑞芳庄（街），終戰後編入瑞芳鎮，原僅有濂洞里，民國59年(1970年)後，增加濂新里，水湳洞地區包含濂洞里、濂新里。
明治38年（1905年）4月，金瓜石礦山採礦主任安間留五郎發現硫砷銅礦，8月開鑿平巷發現大量含金硫砷銅礦，以礦主田中長兵衛及礦長小松仁三郎，命名為長仁礦床。之後拓展為第二長仁、第三長仁、松、竹、梅等礦床，同年水湳洞建立乾式製鍊廠，專為處理含金硫砷銅礦。至明治40年（1907年），金瓜石礦山首次產出銅礦47公噸，漸漸成為世界知名銅山。
水湳洞聚落發展和金銅礦有密切關係，1906年（明治39年）選礦場興建後而逐漸發展。礦場為了員工居住，於九份溪對面的山坡地，陸續興建供日本員工居住，房舍分四戶一列和六戶一列兩種，四戶一列予監工級員工，配個別廁所及洗澡間，六戶一列為一般員工居住，有個別廁所，但是洗澡間共用，漢人礦工則自行在附近銅礦仔、磺窟仔蓋工寮。在本山六坑及永久煤礦開採，及下方濱海的禮樂鍊銅場設廠後，使得水湳洞聚落更加活絡，但隨著礦業的沒落，臺金公司關廠，居民陸續搬走，留在社區的大多是年老一輩或臺金的舊員工居多。
2009年3月當地藝術家成立「山城美館」，為固定展覽場，及藝術家與旅客之交流平臺。

## 文化資產點

### 水湳洞本山六坑口及索道系統
新北市政府於2013年12月, 將水湳洞本山六坑口及索道系統登錄為歷史建築。

### 水湳洞選煉廠遺址
水湳洞選煉廠遺址，俗稱十三層遺址（實際上為十八層），水湳洞選煉場落成於1933年，考量採掘活動與礦脈分布, 水湳洞選煉廠於是依山而建，為金瓜石的採銅工業帶來最佳的歷史見證。日本人在積極開採金瓜石金礦之後，1920年左右發現硫砷銅礦後，轉為銅礦開採與煉製，1945年由「臺灣金銅鑛務局」接手，至1955年改組成「臺灣金屬鑛業股份有限公司」，1978年之後陸續在樹梅地區、第三長仁礦體附近大規模的露天開採，到1987年結束營業。2007年為新北市政府登錄為歷史建築。煉金工業可以分做「採礦、選礦、冶金、煉金」四大步驟，十三層遺址就是昔日金瓜石一帶最大的選礦場所，近年來也常有MV在此取景。

### 瑞芳區臺金濂洞煉銅廠煙道
水湳洞臺金濂洞煉銅廠煙道，屬長仁三坑廢煙道，沿山坡而建，內置有換氣的風扇，每座煙道約長達1公里，見證台灣礦業的發展。而自濂洞煉銅廠1981年停工後，荒廢至今，2008年經台北縣政府（今新北市政府）公告為文化景觀的文化資產。

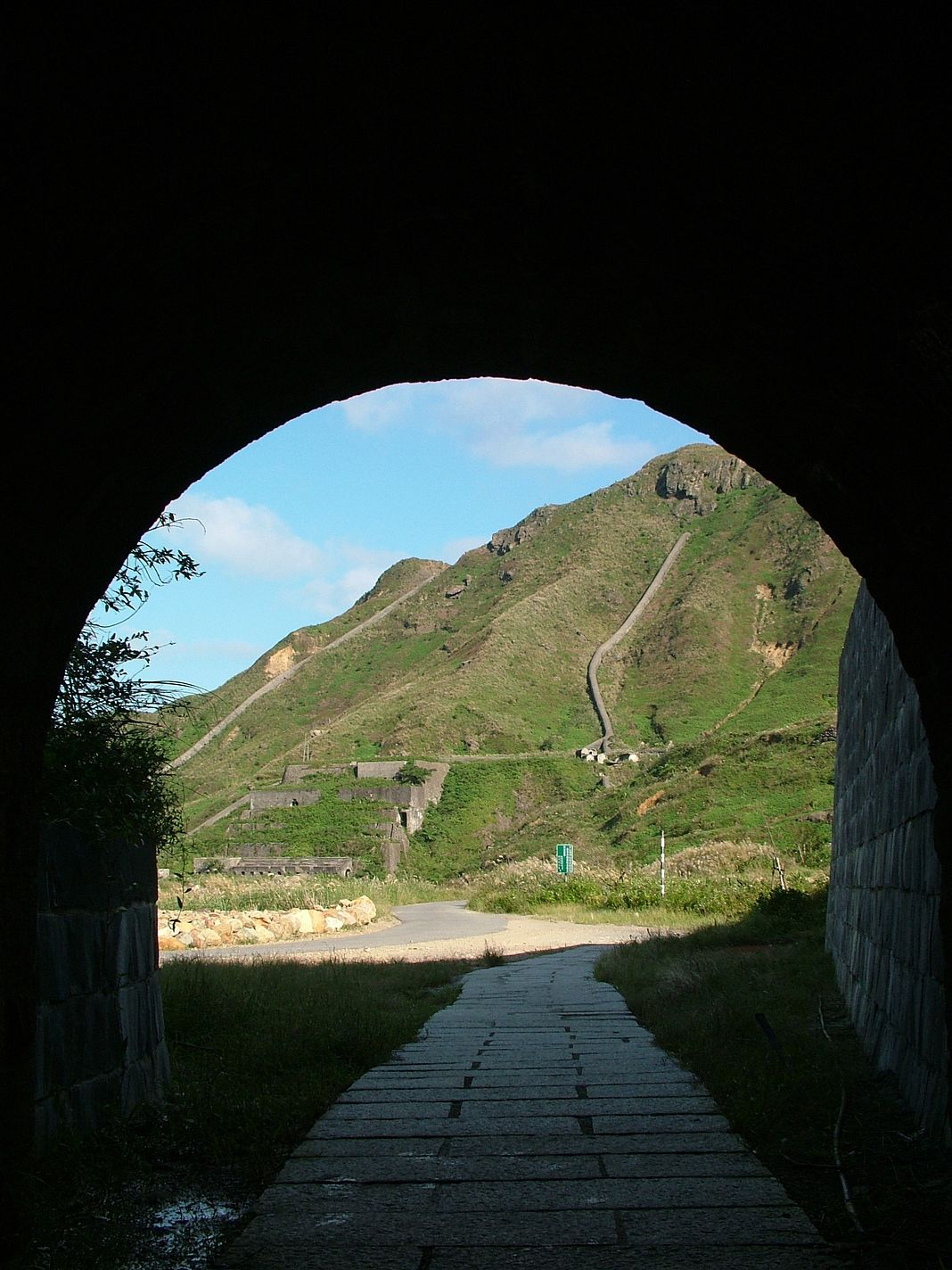
煉銅廠廢煙道
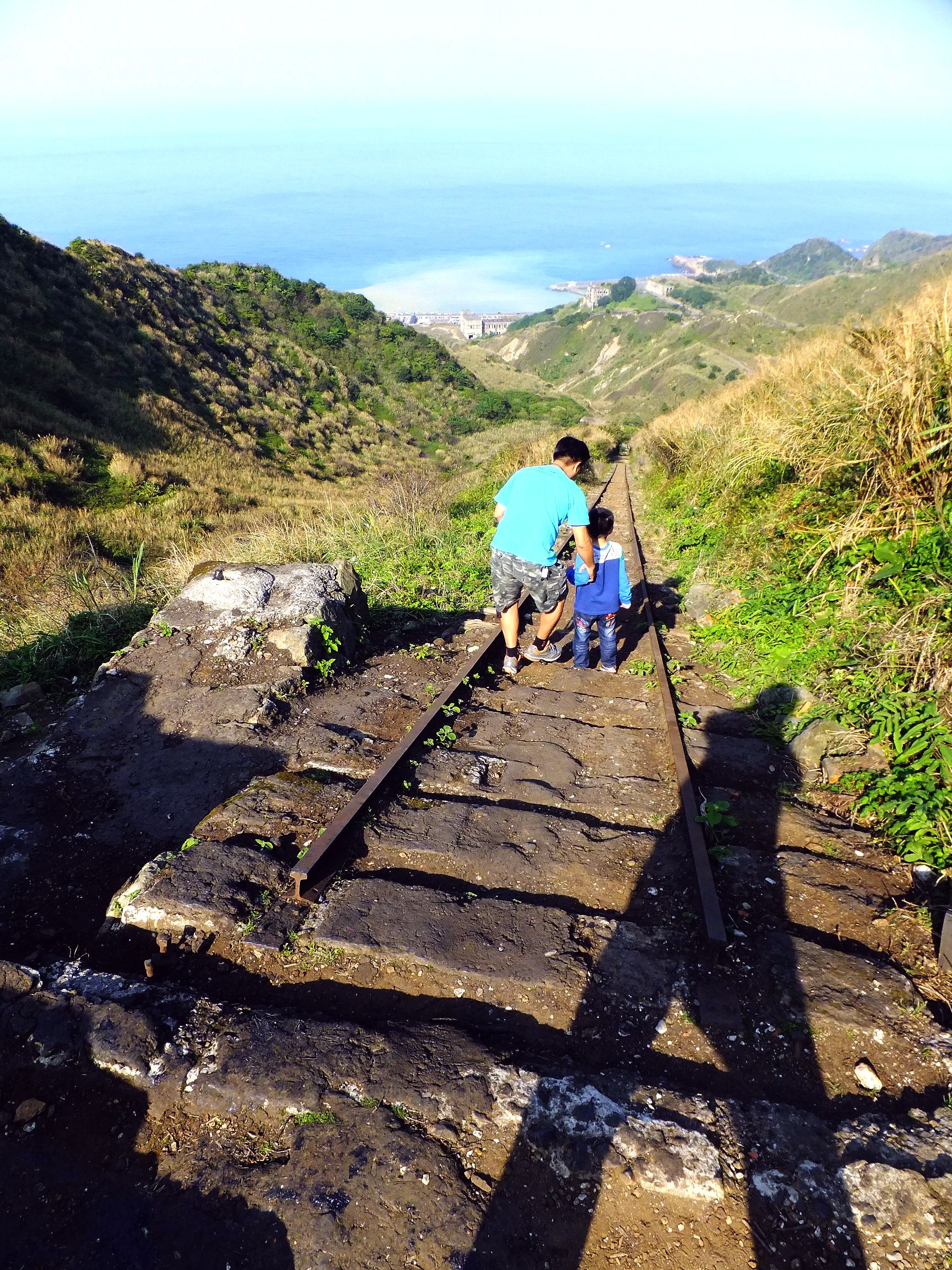
水湳洞本山六坑口及索道系統
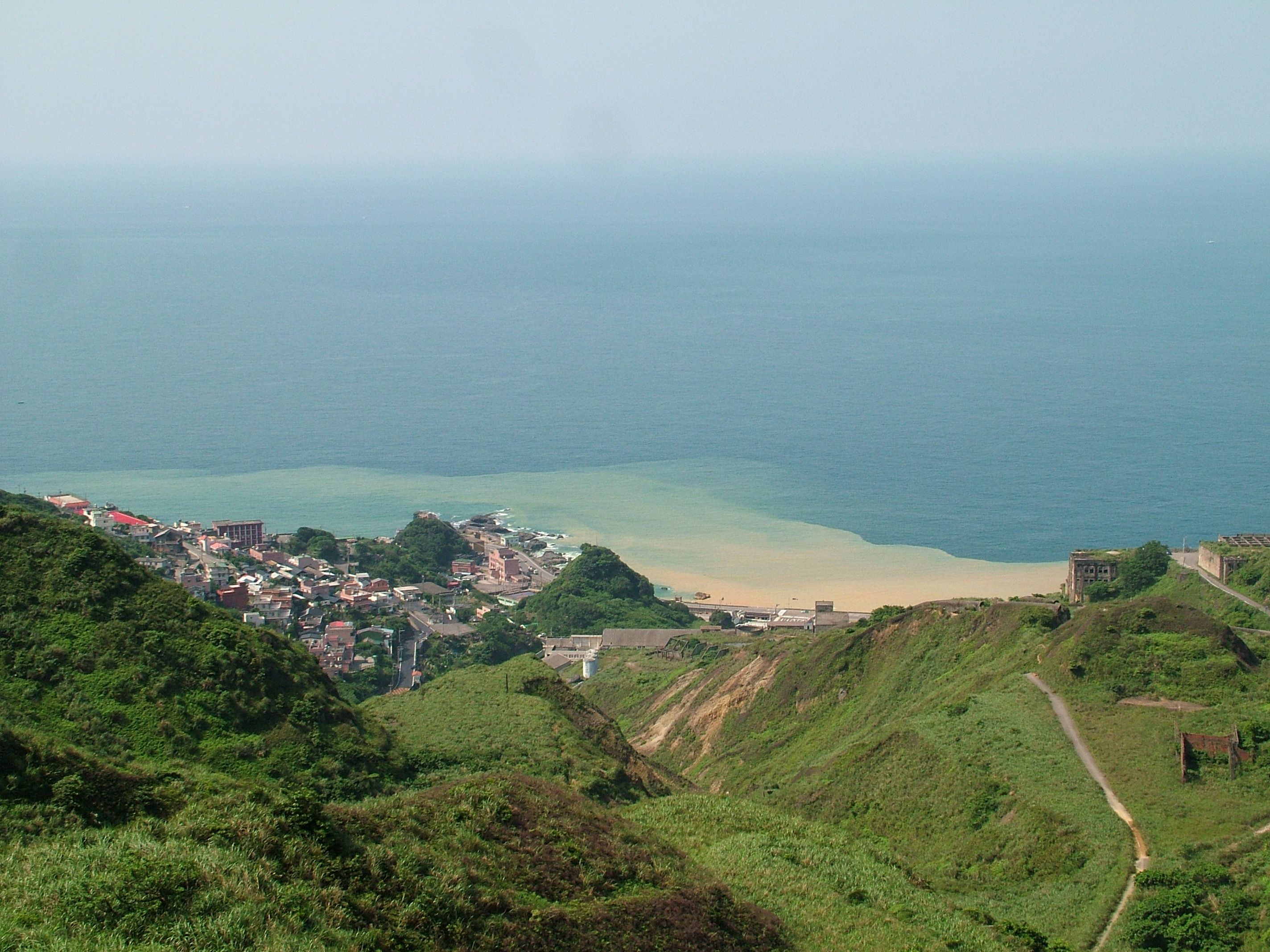
陰陽海
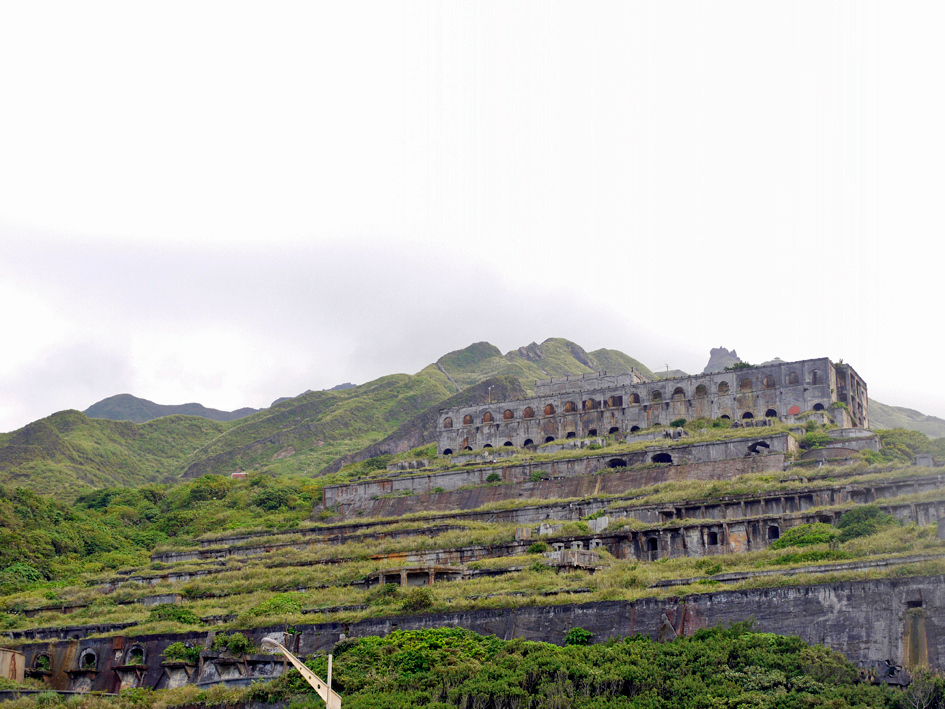
十三層選銅廠
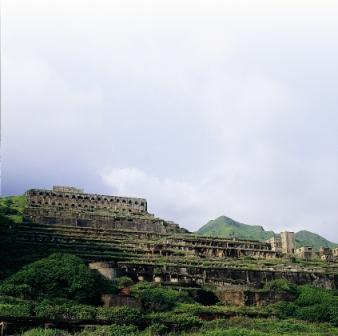
十三層選銅廠
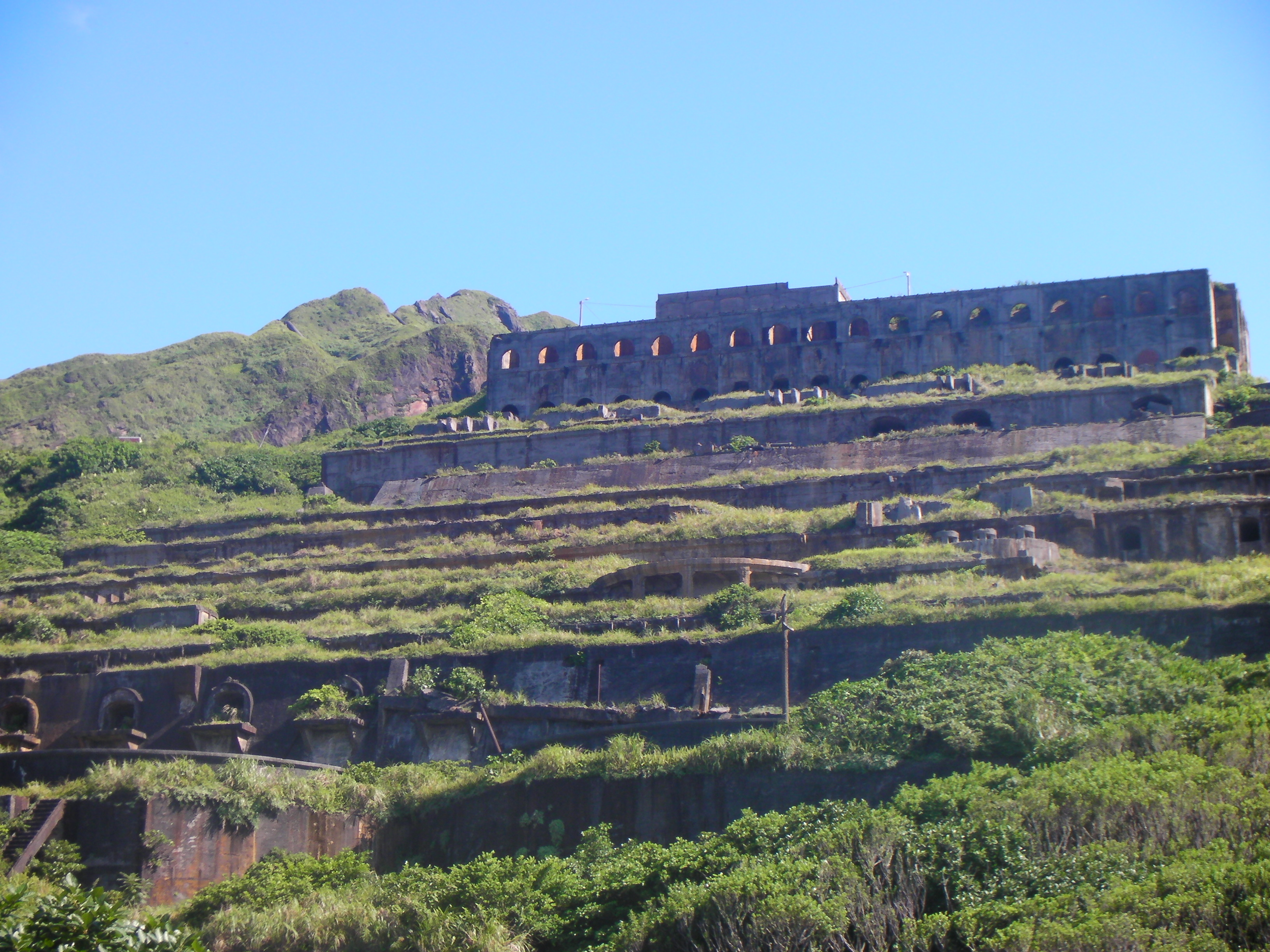
十三層選銅廠
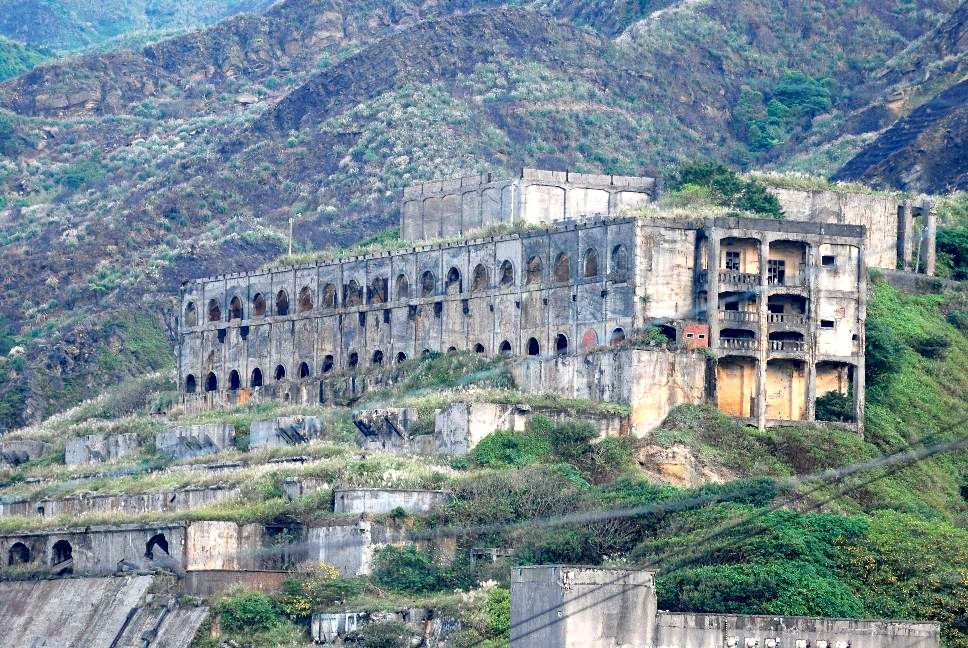
水湳洞選煉廠遺址
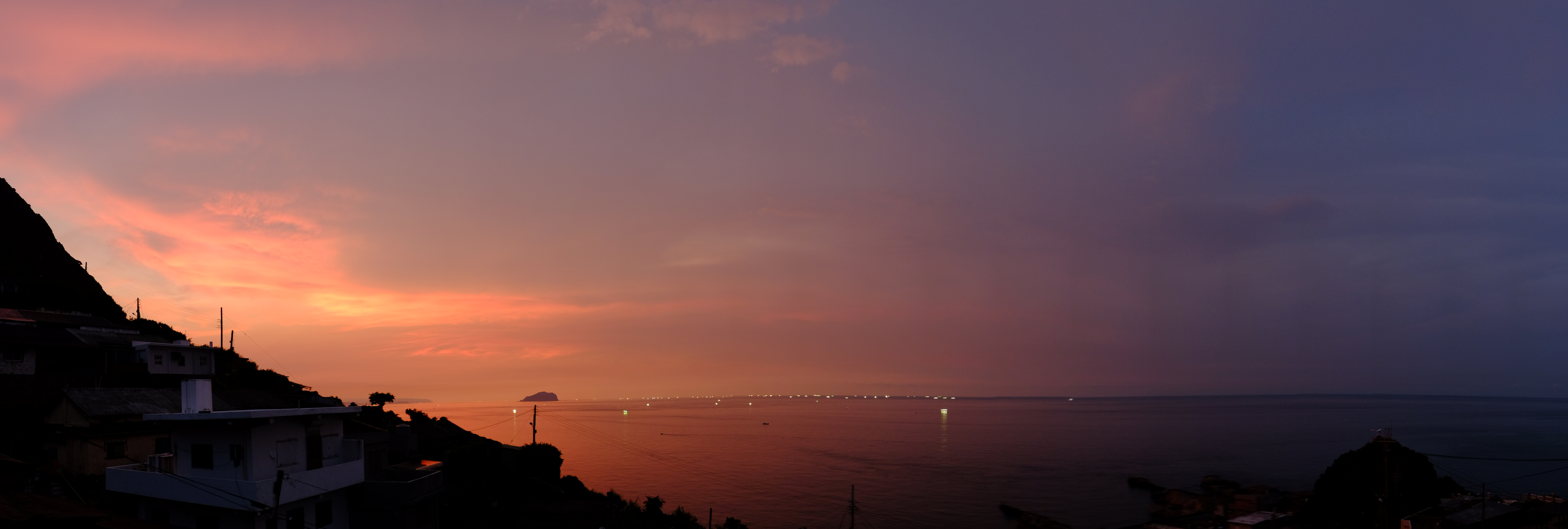
水湳洞夕照
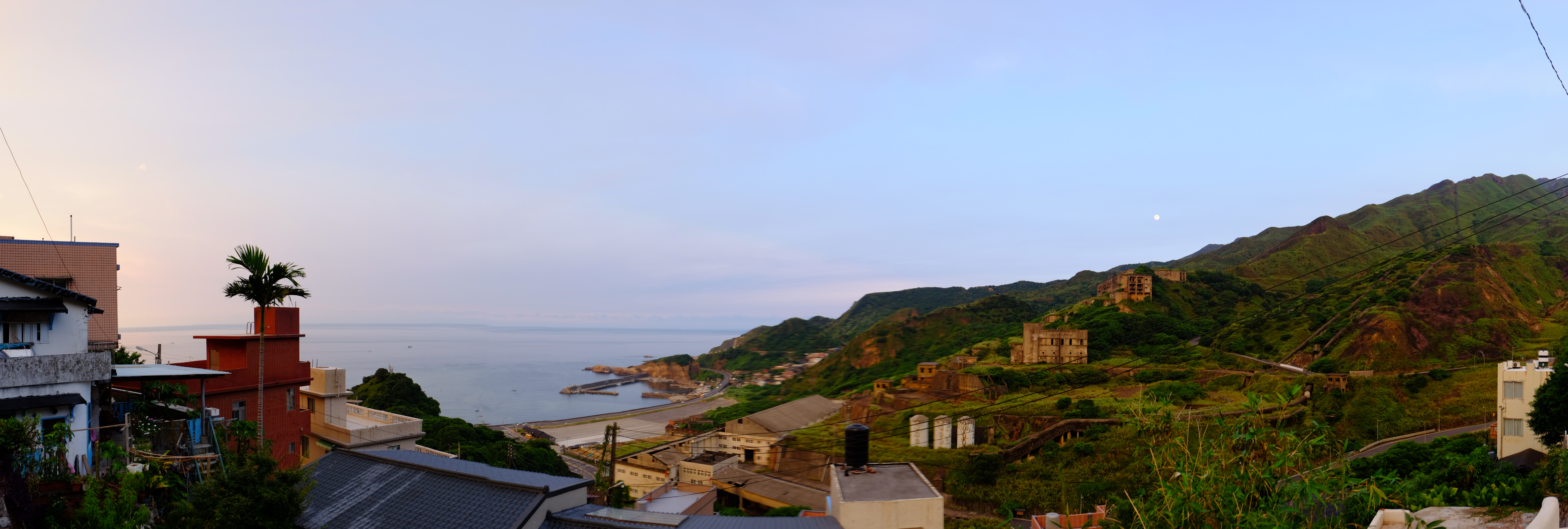
水湳洞漁港與選煉廠遺址
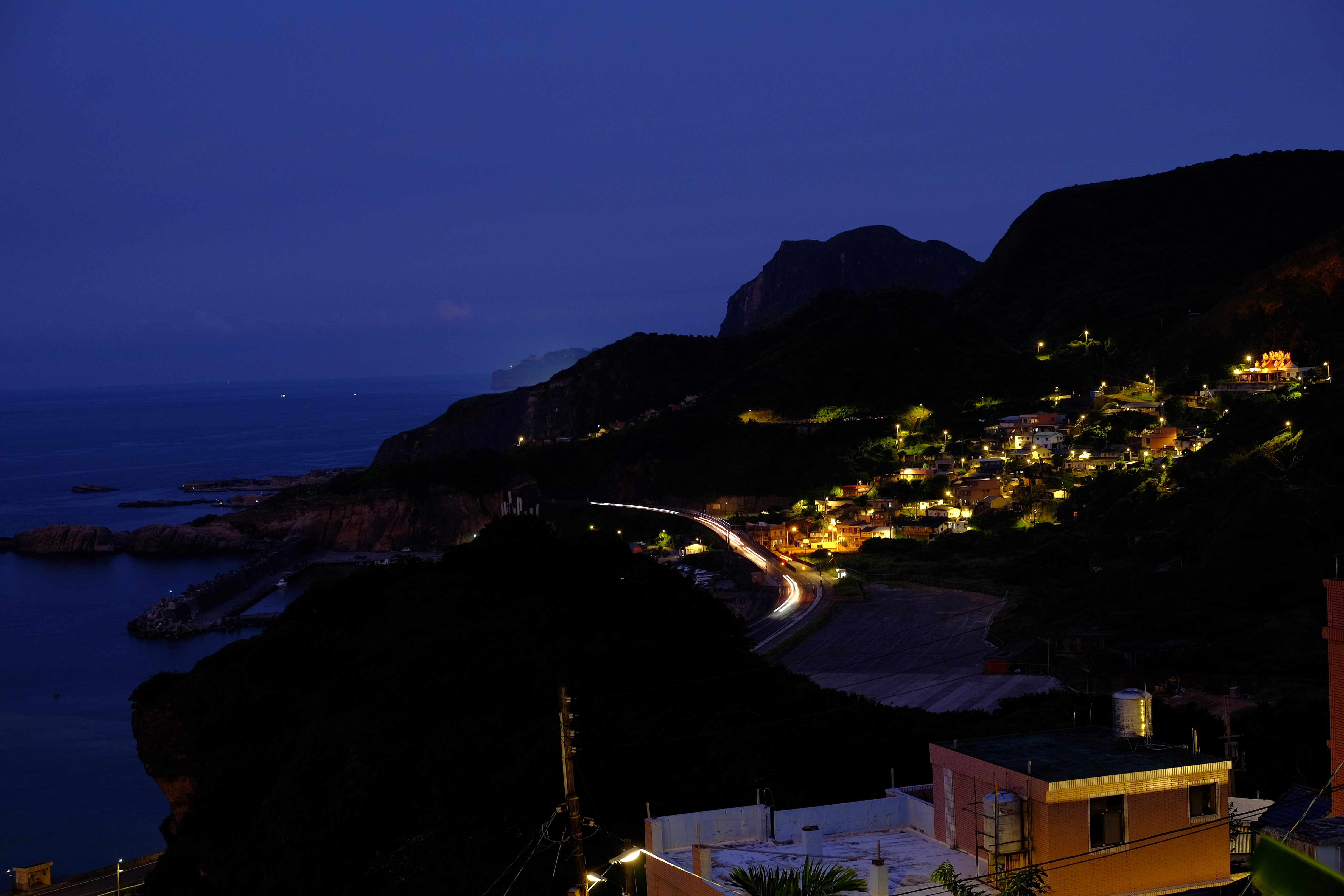
濂新里夜色
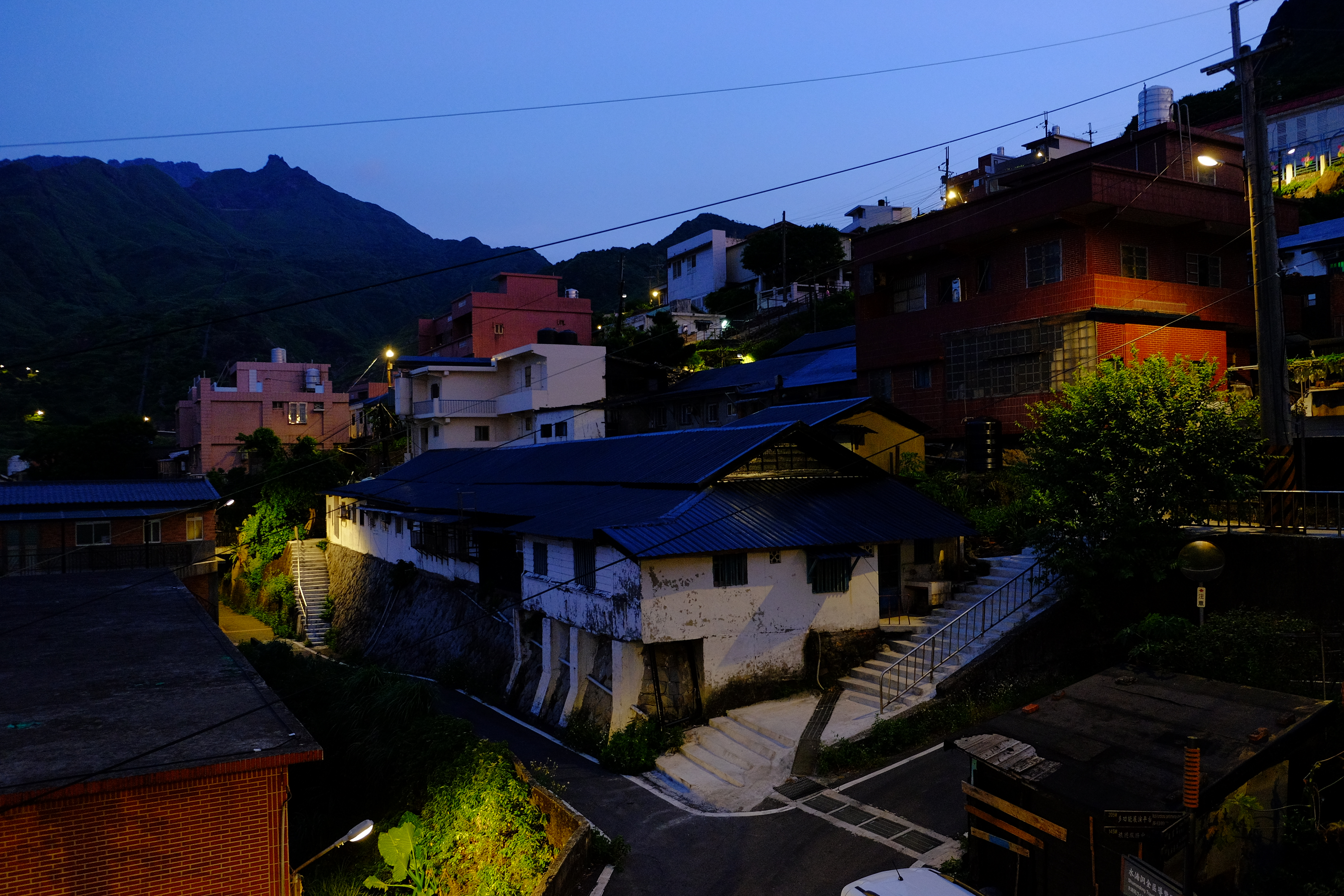
濂洞山城夜色
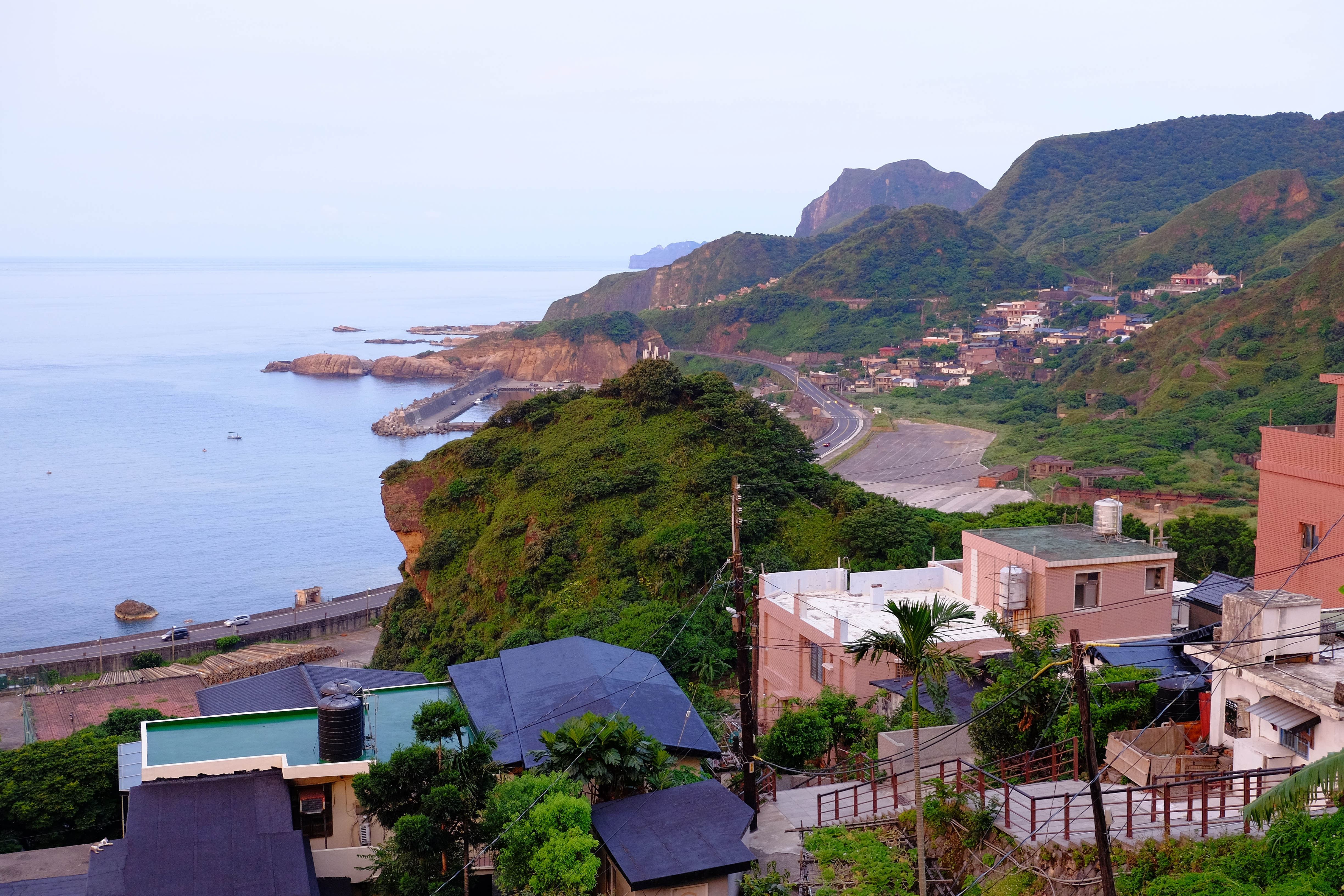
濂洞山城展望

## 教育

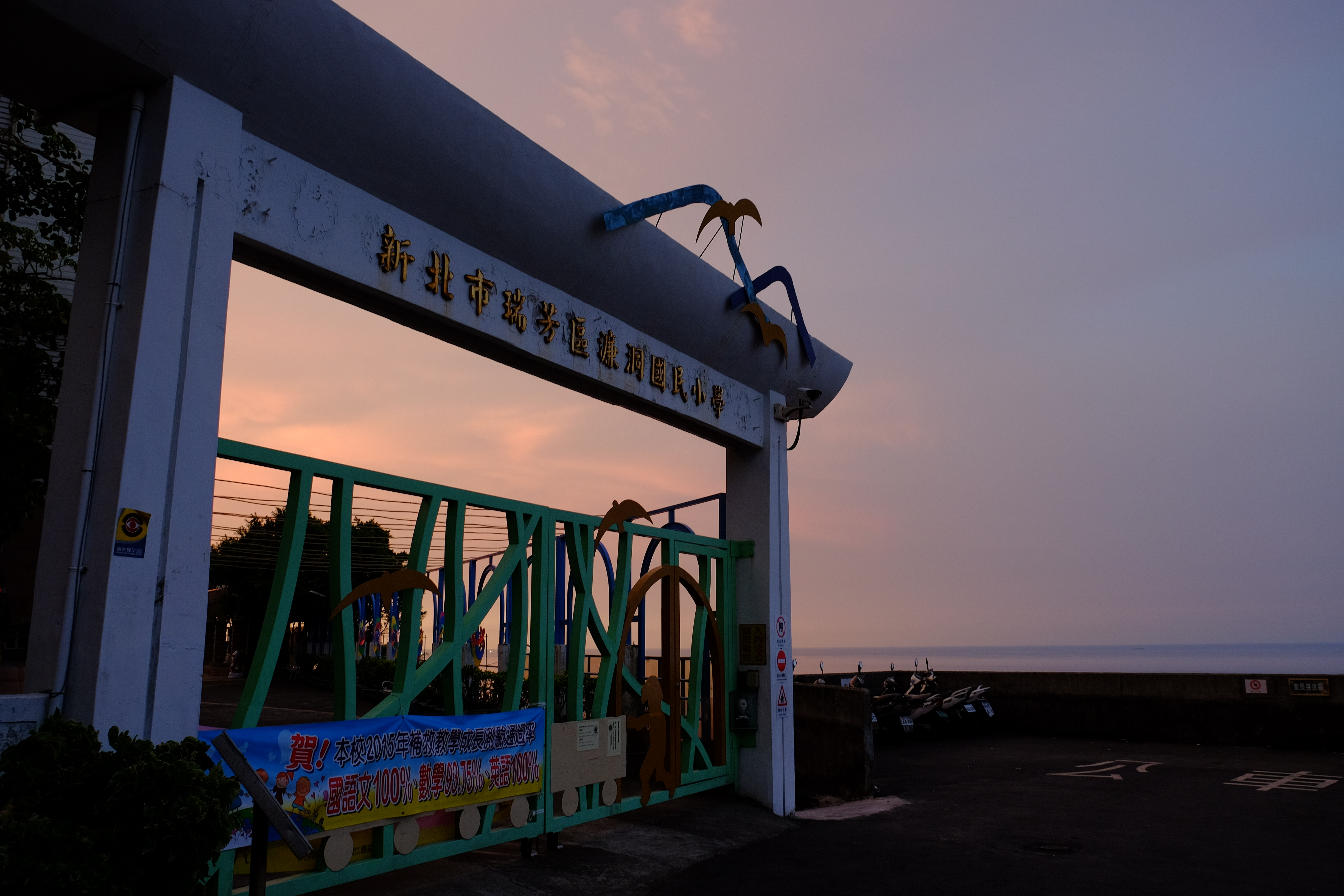
濂洞國小校門

國民小學
- 新北市瑞芳區濂洞國小

## 特色

### 陰陽海
此地的正確名稱應為「濂洞灣」，主因是金瓜石山脈富礦物質，在蘊含黃鐵礦再加上經年累月形成不易溶於水的三價鐵離子化合物（Fe3+），流入海水中形成氫氧化鐵等膠體，吸附了泥沙而呈黃褐色懸浮物的結果，黃色與碧藍的海水交錯形成漸層式的海岸線奇景，這樣的景觀因此被稱之「陰陽海」，日後「陰陽海」之名較「濂洞灣」更廣為人知。

### 黃金瀑布

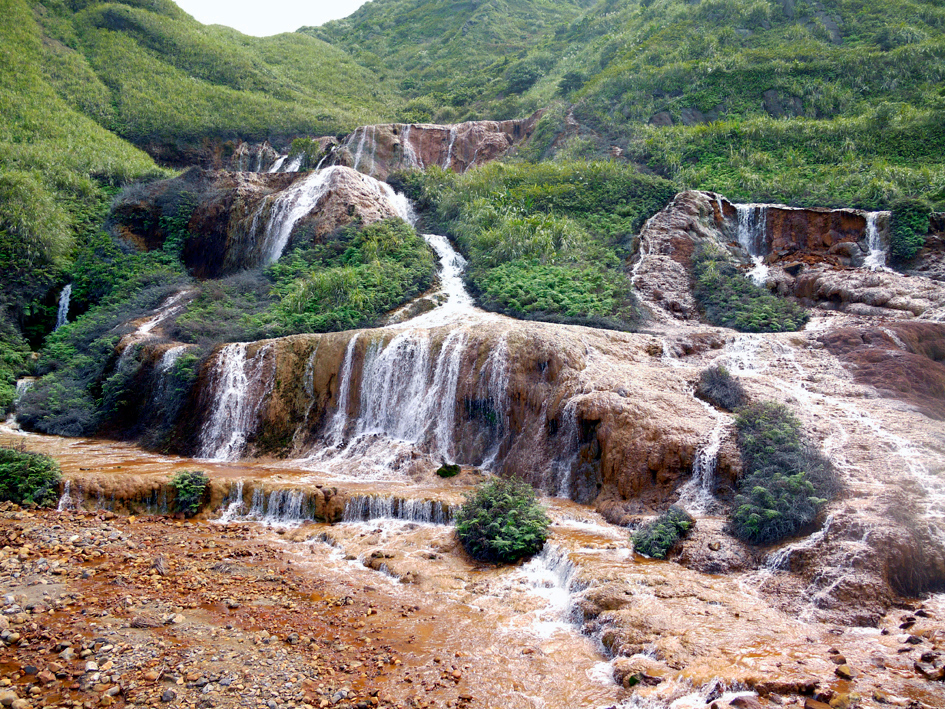
黃金瀑布

黃金瀑布位於金水公路往水湳洞長仁社區方向旁，通過瀑布上方的橋樑名為「自強橋」，與金水公路銜接浪漫公路（山尖路）的「長仁橋」呈直角相對。
本瀑布為本山六坑及長仁五番坑坑口流出的礦水所匯集。因金瓜石山區充沛的雨水，經土壤與礦區岩石的裂開隙縫滲入後，使得礦石內的硫化鐵礦物暴露於空氣或水中，使硫化鐵礦物分解並形成含有高濃度鐵及硫酸根之酸性水。充沛的水源匯集流出後，因地勢落差而往下沖刷，並因水中富含之重金屬離子及其強酸性（pH=2.6），使得植物不易生長，於是形成瀑布與裸露的溪床。排出的水進一步與空氣或河水接觸時，高濃度之二價鐵氧化形成三價鐵。但由於三價鐵之相對溶解度較低，所以快速地產生黃褐色之（氫）氧化鐵沉澱。另外，在酸性水中生存的鐵氧化菌也可加速二價鐵之氧化。
事實上，黃金瀑布溪床上的金黃色是一層厚厚的鐵鏽沉澱。黃金瀑布的酸性水亦是形成陰陽海的主要來源之一，因為陰陽海的黃褐色就是黃金瀑布與濂洞溪所排出之酸性水造成的天然現象。

### 五萬噸與煙管

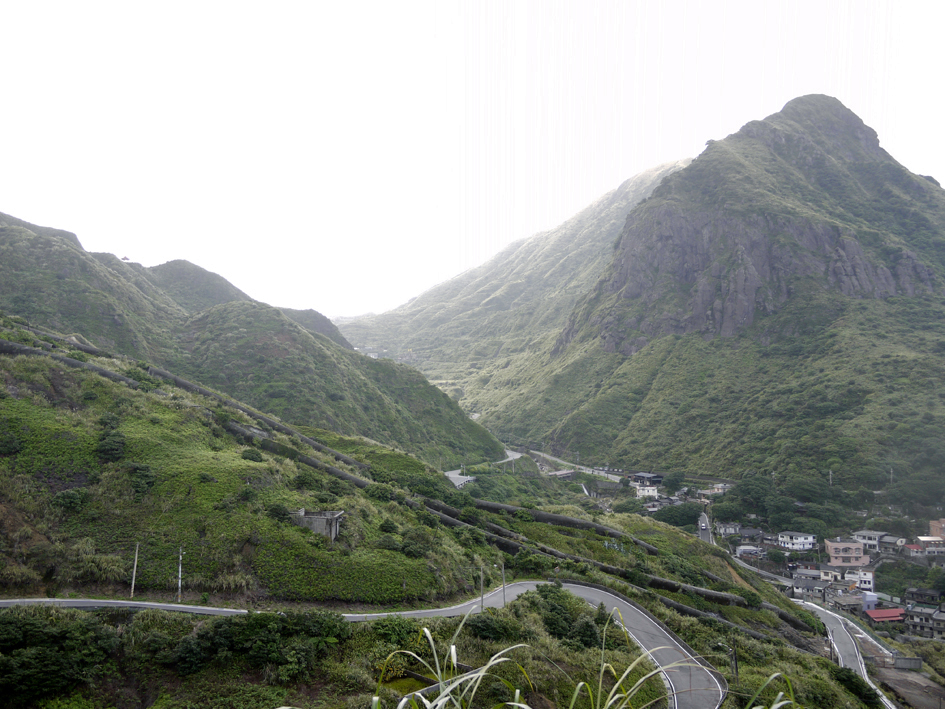
下方山簏上黑管線即是煙管與基隆山。

車行經過金水公路時，可以明顯看到一旁碩大高聳的三個大鍋爐，為昔日煉銅所必需的鍋爐，煉銅時，必需大量排出銅煙，而銅煙含有劇毒，所以必需經過三條煙管，翻越過重山峻嶺，將含毒銅煙排放到外山, 煙管是舊廠的建物，鍊銅廠遷到南雅里禮樂鍊銅廠後，舊廠當時即結束營運。舊廠鍊銅年產三千噸，新廠禮樂鍊銅廠年產五萬噸，所以當地人稱禮樂鍊銅廠是五萬噸。舊廠為十三層廠區，大致是日治時代的設備，無人另給暱稱。

## 漁港

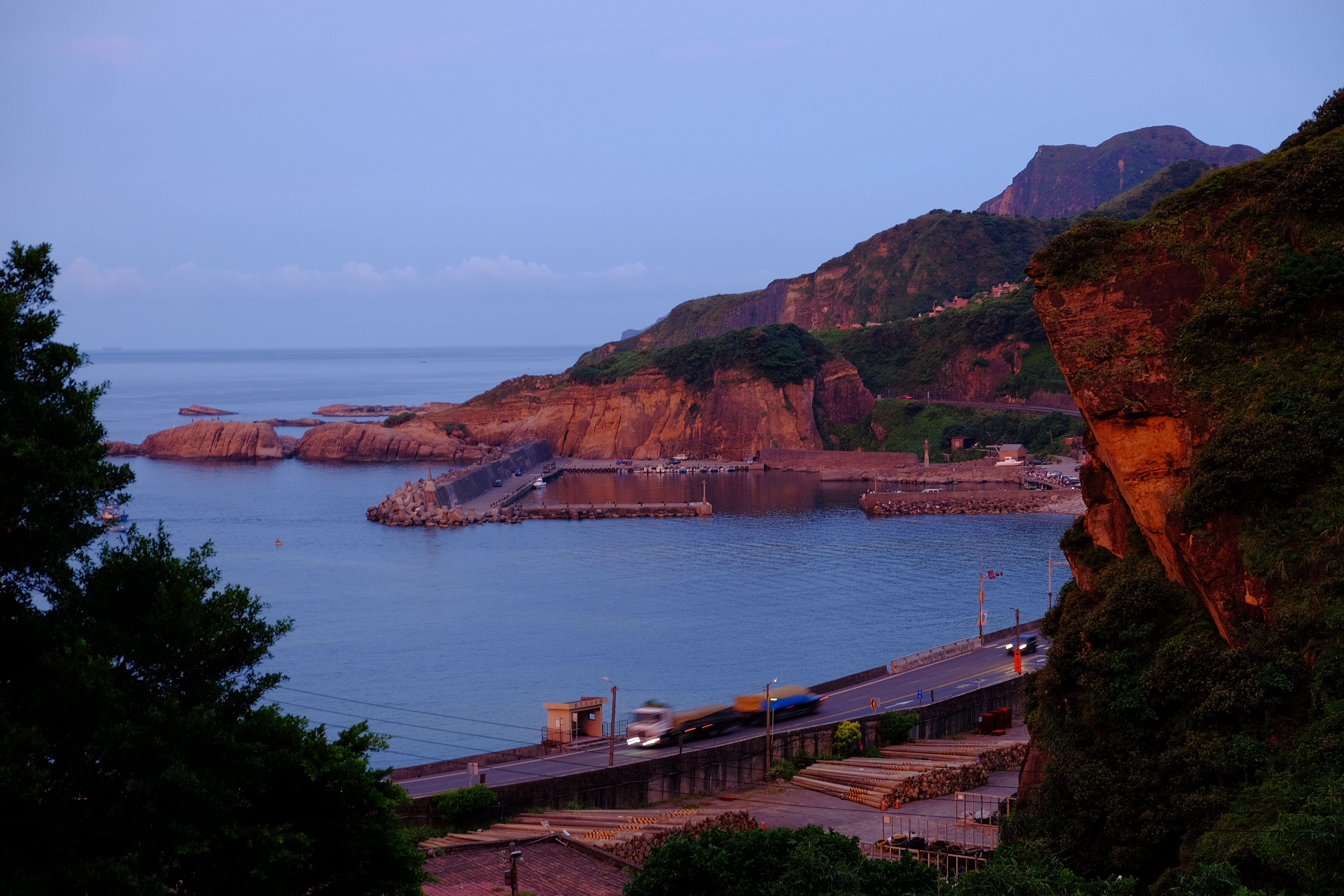
水湳洞漁港

位於金瓜石金銅礦務局的排水口處，先天形勢條件不足，於是在：
- 1958年開始建港，現有泊地1300平方公尺，可提供當地小型漁船停泊。
- 政府在1988年投資500萬元，改善舊有碼頭以及在港口周圍外側興建防波堤。

本港後側臨接北部濱海公路，而海床則坡陡水深腹地小，擴建空間不多。水湳洞漁港毗鄰北部濱海公路，現在對外交通便利，經濟更為繁榮。

## 其他
濂洞里曾設有台鐵深澳線之濂洞車站。